# Clive Trotman
Clive Trotman (Colón, Panamá; 29 de abril de 1983) es un exfutbolista panameño que jugó como defensa.

## Clubes
| Club                   | País     | Año         |
| ---------------------- | -------- | ----------- |
| Sporting San Miguelito | Panamá   | 2000 - 2003 |
| Árabe Unido            | Panamá   | 2003 - 2004 |
| Sporting San Miguelito | Panamá   | 2005        |
| Academia               | Colombia | 2006        |
| Atlético Chiriquí      | Panamá   | 2007 - 2010 |
| Chorrillo FC           | Panamá   | 2010 - 2011 |